# Grebenská soutěska

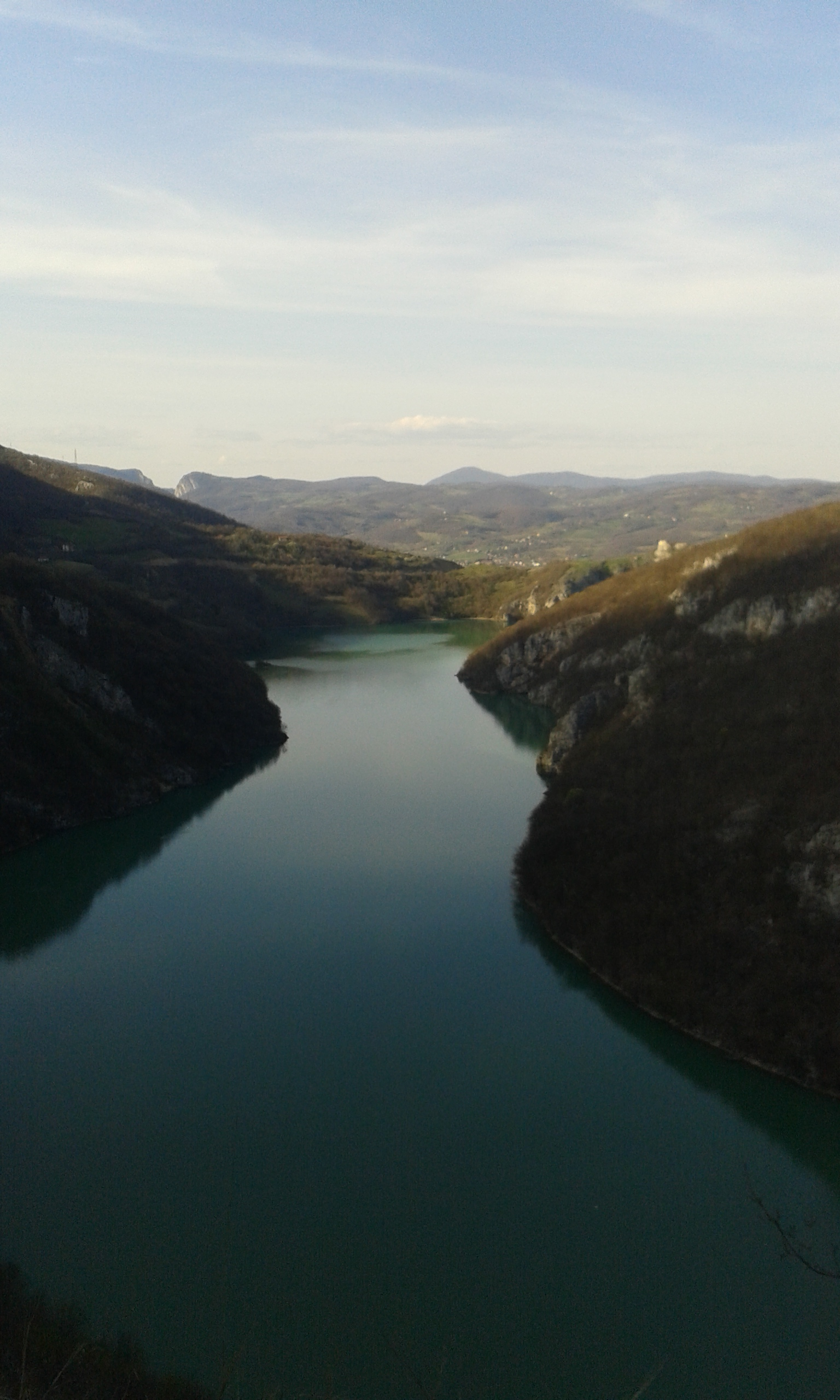
Pohled na řeku Vrbas u obce Bočac.

Grebenská soutěska (srbsky Гребенска клисура/Grebenska klisura) se nachází na řece Vrbasu v Bosně a Hercegovině, jižně od města Banja Luka.
Hluboké údolí porostlé stromy z obou stran je neosídlené a dlouhé cca 30 km. Hluboké údolí vzniklo díky snadné erozi okolního vápence. Probíhá severo-jižním směrem. Soutěska začíná u obce Bočac, kde se nachází také hydroelektrárna a údolí se zde prudce zužuje. Řeka poté teče dále na sever a prudce klesá; zatímco její tok se nachází v jižní části v nadmořské výšce 250 m n. m., na severním konci soutěsky, u obce Krupa na Vrbasu, teče již o padesát metrů níže.
Historicky strategický význam soutěsky dokládají i pozůstatky hradu Greben Grad, který se na severním okraji soutěsky nachází. I dnes má soutěska nemalý dopravní význam, neboť je tudy veden hlavní silniční tah ve směru Banja Luka-Jajce. Silnice byla vybudována v závěru 19. století a současná moderní komunikace je trasována stejným směrem. Během výstavby silnice byla vykácena značná část původní zeleně.
Plány na výstavbu další přehrady v údolí řeky vedly k protestům obyvatelstva.